# Lord Haw-Haw

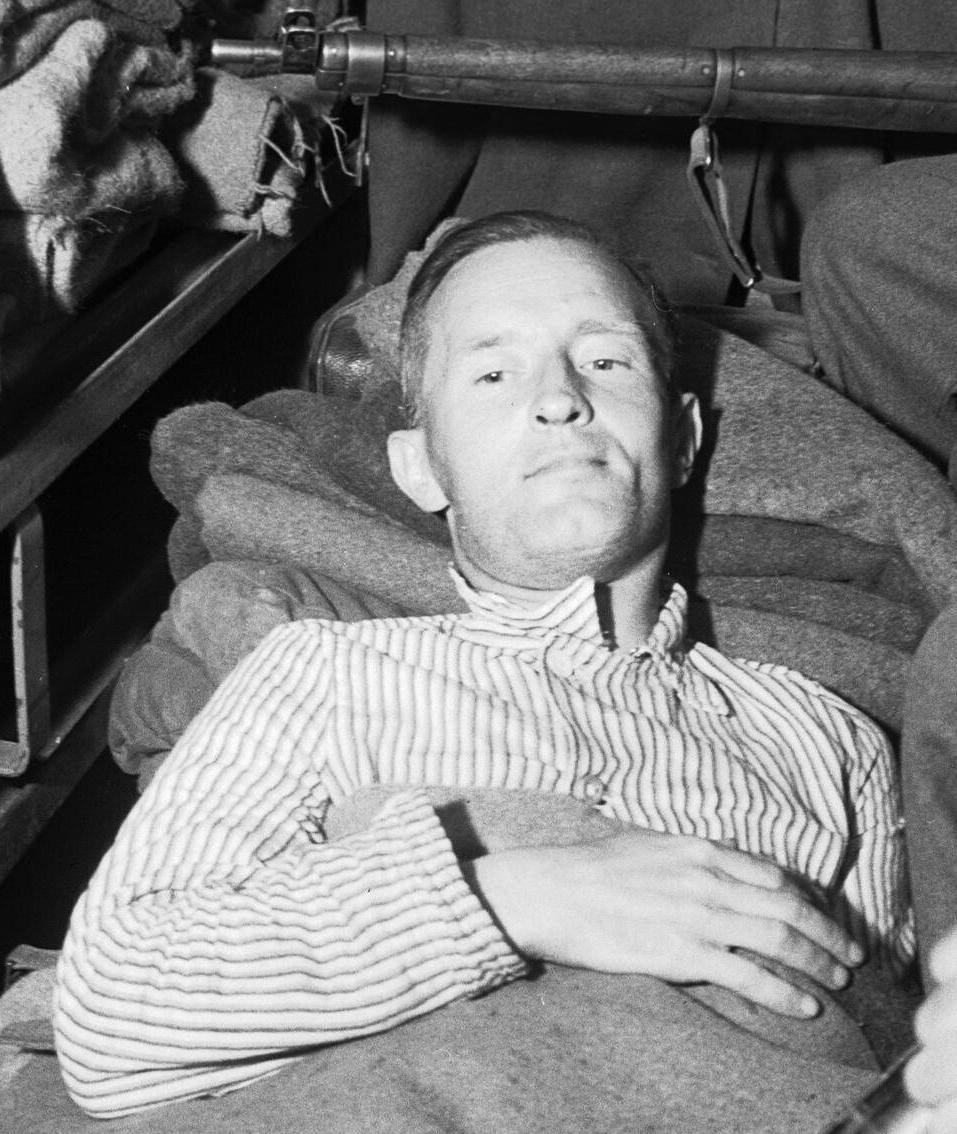
William Joyce als Kriegsgefangener im Jahr 1945

Lord Haw-Haw war der Spitzname für den Sprecher des von Deutschland ausgestrahlten englischsprachigen Radiopropagandaprogramms während des Zweiten Weltkriegs. Unter dem Namen Germany Calling wurde dieses von Deutschland aus für Zuhörer primär in Großbritannien, Irland und den USA gesendet. Der Name „Lord Haw-Haw“ gibt lautmalerisch den affektierten englischen Akzent der Oberklasse wieder, den die Sprecher verwendeten.
Als „Lord Haw-Haw“ agierten mindestens drei Personen:
- Wolf Mittler, ein Deutscher mit britischer Erziehung, der die Karikatur eines britischen Oberklasseakzents sprach.

- Norman Baillie-Stewart war Engländer und ehemaliger Offizier. Er verriet Geheimnisse an die Deutschen und wurde nach dem Krieg zu fünf Jahren Haft verurteilt.

- William Joyce wird am häufigsten mit dem Namen Lord Haw-Haw in Verbindung gebracht. Geboren wurde er 1906 in den USA; seine Eltern stammten aus Irland. Joyce sendete während des gesamten Krieges von Hamburg aus, bis die Stadt von britischen Truppen besetzt wurde. Mit gefälschten Papieren untergetaucht, wurde er an der deutsch-dänischen Grenze bei Flensburg gefasst und nach Großbritannien gebracht. Er wurde wegen Hochverrat angeklagt, zum Tod durch den Strang verurteilt und am 3. Januar 1946 hingerichtet.